# Sabeltandfisk
Sabeltandfisk (Evermannelidae) er en familie af pelagiske dybhavsfisk, der lever i alle have ca. 500 – 1.000 meter under havets overflade. 
Familien tæller otte arter, der alle har lange, spidse tænder og kan sluge byttedyr på op til deres egen størrelse, dvs. omkring 20 cm. Langs sin krop har den en række selvlysende prikker, der anvendes til at oplyse vandet omkring den.

| Fisk | Spire Denne artikel om fisk er en spire som bør udbygges. Du er velkommen til at hjælpe Wikipedia ved at udvide den. |